# Agdistis frankeniae
Agdistis frankeniae is een vlinder uit de familie van de vedermotten (Pterophoridae). De wetenschappelijke naam werd in 1847 als Adactyla frankeniae gepubliceerd door Philipp Christoph Zeller.
De soort komt voor in Europa.

## Synoniemen
- Agdistis lerinsis Millière, 1875
- Agdistis bahrlutia Amsel, 1955
- Agdistis fiorii Bigot, 1960
- Agdistis tondeuri Bigot, 1963
- Agdistis rupestris Bigot, 1974